# Lijst van nummer 1-hits in de Nederlandse Top 40 in 1983
Deze hits stonden in 1983 op nummer 1 in de Nederlandse Top 40.
| Nummer | Datum        | Artiest                 | Titel                                         |
| ------ | ------------ | ----------------------- | --------------------------------------------- |
|        | 1 januari    | Geen Top 40 verschenen  | Geen Top 40 verschenen                        |
| 283    | 8 januari    | Phil Collins            | You Can't Hurry Love                          |
|        | 15 januari   | Phil Collins            | You Can't Hurry Love                          |
| 284    | 22 januari   | Renée & Renato          | Save Your Love                                |
| 285    | 29 januari   | Billy Joel              | Goodnight Saigon                              |
|        | 5 februari   | Billy Joel              | Goodnight Saigon                              |
|        | 12 februari  | Billy Joel              | Goodnight Saigon                              |
| 286    | 19 februari  | Irene Cara              | Fame                                          |
|        | 26 februari  | Irene Cara              | Fame                                          |
|        | 5 maart      | Irene Cara              | Fame                                          |
| 287    | 12 maart     | Doe Maar                | Pa                                            |
|        | 19 maart     | Doe Maar                | Pa                                            |
| 288    | 26 maart     | Nena                    | 99 Luftballons                                |
|        | 2 april      | Nena                    | 99 Luftballons                                |
|        | 9 april      | Nena                    | 99 Luftballons                                |
|        | 16 april     | Nena                    | 99 Luftballons                                |
| 289    | 23 april     | David Bowie             | Let's Dance                                   |
|        | 30 april     | David Bowie             | Let's Dance                                   |
| 290    | 7 mei        | Michael Jackson         | Beat It                                       |
|        | 14 mei       | Michael Jackson         | Beat It                                       |
|        | 21 mei       | Michael Jackson         | Beat It                                       |
|        | 28 mei       | Michael Jackson         | Beat It                                       |
| 291    | 4 juni       | The Shorts              | Comment ça va                                 |
|        | 11 juni      | The Shorts              | Comment ça va                                 |
|        | 18 juni      | The Shorts              | Comment ça va                                 |
| 292    | 25 juni      | Stars on 45             | Stars on 45 Proudly Presents The Star Sisters |
|        | 2 juli       | Stars on 45             | Stars on 45 Proudly Presents The Star Sisters |
|        | 9 juli       | Stars on 45             | Stars on 45 Proudly Presents The Star Sisters |
|        | 16 juli      | Stars on 45             | Stars on 45 Proudly Presents The Star Sisters |
|        | 23 juli      | Stars on 45             | Stars on 45 Proudly Presents The Star Sisters |
| 293    | 30 juli      | Michael Jackson         | Wanna Be Startin' Somethin'                   |
|        | 6 augustus   | Michael Jackson         | Wanna Be Startin' Somethin'                   |
| 294    | 13 augustus  | Berdien Stenberg        | Rondo russo                                   |
|        | 20 augustus  | Berdien Stenberg        | Rondo russo                                   |
|        | 27 augustus  | Berdien Stenberg        | Rondo russo                                   |
| 295    | 3 september  | Ryan Paris              | Dolce vita                                    |
|        | 10 september | Ryan Paris              | Dolce vita                                    |
| 296    | 17 september | DÖF (Tauchen Prokopetz) | Codo ... düse im Sauseschritt                 |
|        | 24 september | DÖF (Tauchen Prokopetz) | Codo ... düse im Sauseschritt                 |
| 297    | 1 oktober    | UB40                    | Red Red Wine                                  |
|        | 8 oktober    | UB40                    | Red Red Wine                                  |
|        | 15 oktober   | UB40                    | Red Red Wine                                  |
| 298    | 22 oktober   | Culture Club            | Karma Chameleon                               |
| 299    | 29 oktober   | Lionel Richie           | All Night Long (All Night)                    |
|        | 5 november   | Lionel Richie           | All Night Long (All Night)                    |
|        | 12 november  | Lionel Richie           | All Night Long (All Night)                    |
|        | 19 november  | Lionel Richie           | All Night Long (All Night)                    |
| 300    | 26 november  | The Rock Steady Crew    | (Hey You) The Rock Steady Crew                |
|        | 3 december   | The Rock Steady Crew    | (Hey You) The Rock Steady Crew                |
|        | 10 december  | The Rock Steady Crew    | (Hey You) The Rock Steady Crew                |
|        | 17 december  | The Rock Steady Crew    | (Hey You) The Rock Steady Crew                |
| 301    | 24 december  | Dolly Parton            | You Are                                       |
|        | 31 december  | Geen Top 40 verschenen  | Geen Top 40 verschenen                        |